# Quimiosmosi

Un gradient de concentració d'ions té l'energia potencial per a produir reaccions químiques quan els ions passen a través del canal iònic.

La quimiosmosi és un dels dos modes de biosíntesi de trifosfat d'adenosina (ATP), que es produeix a nivell de membrana. Forma part de l'últim procés de la respiració cel·lular, la fosforilació oxidativa.
Els electrons, que gràcies a la glicòlisi i el cicle de Krebs han estat carregats als transportadors d'electrons NADH i FADH₂, són cedits a la cadena de transport d'electrons (constituïda per quatre complexos proteics situats a la membrana interna del mitocondri). El pas dels electrons comporta l'alliberament d'energia, que és emmagatzemada en enllaços de 36 molècules de difosfat d'adenosina (ADP), per mitjà de l'enllaç del grup fosfat i la síntesi de molècules de trifosfat d'adenosina (ATP).
La relació entre les reaccions de transport de la cadena d'electrons i la reacció de síntesi de l'ATP fou explicada pel bioquímic anglès Peter Mitchell (cosa que li valgué un premi Nobel de química el 1978): mentre que els electrons baixen per la cadena de transport, els ions H+ presents a la matriu són transportats activament a l'espai intermembranal. Així es genera una diferència de concentració dels H+ als dos vessants de la membrana interna mitocondrial. A causa d'aquest gradient de concentració, els ions H+ tendeixen a tornar a entrar per difusió. Com que la membrana és impermeable, per a travessar-la els cal una proteïna de transport: l'ATP sintetasa, un complex enzimàtic que catalitza la síntesi de l'ATP a partir d'ADP i fosfat. D'aquesta manera, la reentrada dels ions forneix a la reacció de síntesi de l'ATP l'energia necessària.
Calen tres protons per a crear una molècula d'ATP. D'una molècula de NADH es produeixen tres molècules d'ATP, car al segon pas per la cadena de transport indueixen la translació de deu protons, és a dir 3+3+3+1, que creen tres molècules d'ATP més un protó de sobres. D'una molècula de FADH₂ es creen aproximadament una i mitja o dues molècules d'ATP (hi ha diverses teories al respecte).
Gràcies a la quimiosmosi, la cèl·lula uneix les reaccions exoergòniqes de la cadena de transport d'electrons a la síntesi endoergònica d'ATP.